# Central hidroeléctrica Miel I
La Central Hidroeléctrica Miel I tiene una capacidad instalada de 396MW, está ubicada en el municipio de Norcasia en el departamento de Caldas. 

## Presa Pantágoras
La presa Pantágoras asociada a la Central Hidroeléctrica Miel I está construida sobre el río La Miel, es una estructura del tipo gravedad en concreto compactado con rodillo, con 188 m de altura y 340 m de longitud en la corona, formando el embalse Amaní con una capacidad de almacenamiento de 571 millones de metros cúbicos de los cuales 444,98 millones de metros cúbicos son de volumen útil.